# Grogol (Gondang Wetan)
Grogol is een bestuurslaag in het regentschap Pasuruan van de provincie Oost-Java, Indonesië. Grogol telt 1834 inwoners (volkstelling 2010).